# Spigen
Spigen ist ein Hersteller von Smartphonezubehör mit Sitz in den USA und Südkorea mit dem Schwerpunkt auf Herstellung von Schutzhüllen für Mobiltelefone.

## Geschichte

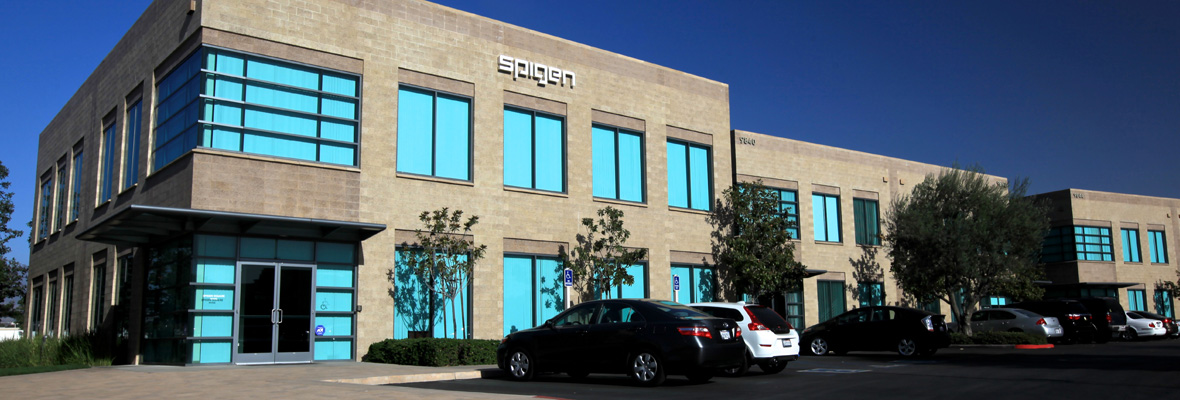
Der Firmensitz von Spigen Inc. in Irvine, Kalifornien.

Das Unternehmen wurde 2009 durch koreanische Unternehmer in Seoul als SJP Corporation gegründet. Die Umbenennung zu Spigen erfolgte 2012, bald darauf wurde 2013 der Firmensitz in die USA verlegt. Die Namensgebung erfolgte laut Angaben der Firma aus einer Kombination der beiden Begriffe „Spiegel“ und „Gen“.
Aktuell finden das Design und die Entwicklung der Produkte ausschließlich in Kalifornien statt, der Firmensitz liegt in Irvine. Spigen Korea bestimmt dabei den asiatischen Markt mit weiteren Außenstellen unter anderem in Japan, China und der Türkei. Ebenfalls bestehen europäische Niederlassungen.
Das Unternehmen liefert Produkte in über 60 Länder. Dabei entfallen etwa 60 % des gesamten Firmenumsatzes allein auf den Markt in Nordamerika.

## Produkte
Spigen führt Schutzhüllen, Taschen und Folien für aktuelle Smartphones von Apple, Samsung und anderen großen Herstellern in unterschiedlichen Ausführungen hinsichtlich Optik, Funktionalität und Schutzwirkung gegen Aufprall und andere Einflüsse von außen im Sortiment. Weiters werden Ladestationen, Adapter, Freisprechanlagen und andere Lösungen, die Mobiltelefonperipherie betreffend, angeboten.